# باشگاه فوتبال ماشین‌سازی تبریز در فصل ۹۸–۱۳۹۷
فصل ۹۸–۱۳۹۷ پنجاهمین فصل ماشین‌سازی تبریز است. این تیم در این فصل در لیگ برتر خلیج فارس و جام حذفی فوتبال ایران حضور دارد. این فصل سی و سومین فصل لیگ برتر و سی و دومین فصل جام حذفی ایران است.

## بازیکنان
فهرست بازیکنان باشگاه فوتبال ماشین‌سازی تبریز در فصل ۹۸–۱۳۹۷ به شرح زیر است.
| شماره |       | نقش       | بازیکن                |
| ----- | ----- | --------- | --------------------- |
| ۱     | برزیل | دروازه‌بان | فرناندو خسوس          |
| ۳     | ایران | هافبک     | صادق رضانیا           |
| ۶     | ایران | مدافع     | محمدحسین کنعانی‌زادگان |
| ۷     | ایران | مهاجم     | پیمان بابایی          |
| ۹     | ایران | هافبک     | اسماعیل فرهادی        |
| ۱۰    | ایران | مهاجم     | رضا خالقی‌فر           |
| ۱۱    | ایران | هافبک     | فرید بهزادی کریمی     |
| ۱۳    | ایران | هافبک     | محسن یوسفی            |
| ۱۴    | ایران | هافبک     | آندرانیک تیموریان     |
| ۱۵    | ایران | هافبک     | مصطفی سالاری          |
| ۱۷    | ایران | هافبک     | علیرضا چراغعلی        |
| ۲۲    | ایران | مدافع     | احمد مهدی‌زاده         |

| شماره |          | نقش       | بازیکن             |
| ----- | -------- | --------- | ------------------ |
| ۲۱    | ایران    | هافبک     | حسین ابرقویی       |
| ۲۳    | ایران    | هافبک     | توحید غلامی        |
| ۳۲    | ایران    | دروازه‌بان | میثم تولایی        |
| ۴۸    | ایران    | هافبک     | سید محمد خرم حسینی |
| ۴۹    | ایران    | مهاجم     | عرفان افراز        |
| ۵۶    | ایران    | مدافع     | عزیز معبودی        |
| ۷۵    | ایران    | مدافع     | میثم جودکی         |
| ۷۷    | ایران    | هافبک     | امین خطیبی         |
| ۹۹    | ایران    | مهاجم     | علیرضا ارجمندیان   |
|       | انگلستان | مهاجم     | هری فورستر         |
|       | ایران    | مدافع     | محمد اهل شاخه      |

## رقابت‌ها

### بررسی مسابقات
| رقابت    | اولین بازی    | آخرین بازی | شروع دور | آمار | آمار | آمار | آمار | آمار | آمار | آمار | آمار  |
| رقابت    | اولین بازی    | آخرین بازی | شروع دور | بازی | ب    | ت    | ش    | گ‌ز   | گ‌خ   | ت‌گ   | % برد |
| -------- | ------------- | ---------- | -------- | ---- | ---- | ---- | ---- | ---- | ---- | ---- | ----- |
| لیگ برتر | ۲۷ ژوئیه ۲۰۱۸ |            | هفته اول | ۱۵   | ۱    | ۱۱   | ۳    | ۱۲   | ۱۴   | ۲−   | ۰۰۷   |
| جام حذفی |               |            |          | ۳    | ۲    | ۱    | ۰    | ۵    | ۳    | ۲+   | ۰۶۷   |
| دوستانه  |               |            |          | ۱۰   | ۶    | ۳    | ۱    | ۳۷   | ۸    | ۲۹+  | ۰۶۰   |
| مجموع    | مجموع         | مجموع      | مجموع    | ۲۸   | ۹    | ۱۵   | ۴    | ۵۴   | ۲۵   | ۲۹+  | ۰۳۲   |

آخرین به‌روزرسانی در: ۱۱ ژانویه ۲۰۱۹.

منبع: رقابت‌ها

### لیگ برتر

#### دست‌آوردها در خانه و بیرون
| مجموع | مجموع  | مجموع | مجموع | مجموع | مجموع | مجموع | مجموع | خانه | خانه | خانه | خانه | خانه | خانه | مهمان | مهمان | مهمان | مهمان | مهمان | مهمان |
| بازی  | امتیاز | پ     | ت     | ش     | گ‌ز    | گ‌خ    | ت‌گ    | پ    | ت    | ش    | گ‌ز   | گ‌خ   | ت‌گ   | پ     | ت     | ش     | گ‌ز    | گ‌خ    | ت‌گ    |
| ----- | ------ | ----- | ----- | ----- | ----- | ----- | ----- | ---- | ---- | ---- | ---- | ---- | ---- | ----- | ----- | ----- | ----- | ----- | ----- |
| ۱۵    | ۱۴     | ۱     | ۱۱    | ۳     | ۱۲    | ۱۴    | −۲    | ۱    | ۵    | ۲    | ۶    | ۷    | −۱   | ۰     | ۶     | ۱     | ۶     | ۷     | −۱    |

آخرین بروزرسانی: ۱۱ ژانویه ۲۰۱۹

منبع: سازمان لیگ

پ = پیروزی؛ ت = تساوی؛ ش = شکست؛ گ‌ز = گل زده؛ گ‌خ = گل خورده؛ ت‌گ = تفاضل گل

#### نتایج در هر بازی
| هفته    | ۱ | ۲  | ۳  | ۴  | ۵  | ۶  | ۷  | ۸  | ۹  | ۱۰ | ۱۱ | ۱۲ | ۱۳ | ۱۴ | ۱۵ | ۱۶ | ۱۷ | ۱۸ | ۱۹ | ۲۰ | ۲۱ | ۲۲ | ۲۳ | ۲۴ | ۲۵ | ۲۶ | ۲۷ | ۲۸ | ۲۹ | ۳۰ |
| ------- | - | -- | -- | -- | -- | -- | -- | -- | -- | -- | -- | -- | -- | -- | -- | -- | -- | -- | -- | -- | -- | -- | -- | -- | -- | -- | -- | -- | -- | -- |
| زمین    | خ | ب  | خ  | ب  | خ  | ب  | خ  | ب  | خ  | ب  | خ  | ب  | خ  | خ  | ب  |    |    |    |    |    |    |    |    |    |    |    |    |    |    |    |
| دست‌آورد | م | م  | م  | م  | ش  | ش  | پ  | م  | م  | م  | م  | م  | م  | ش  | م  |    |    |    |    |    |    |    |    |    |    |    |    |    |    |    |
| جایگاه  | ۶ | ۱۰ | ۱۰ | ۱۰ | ۱۳ | ۱۴ | ۱۲ | ۱۲ | ۱۰ | ۱۰ | ۹  | ۹  | ۱۰ | ۱۱ | ۱۳ |    |    |    |    |    |    |    |    |    |    |    |    |    |    |    |

زمین: ب = بیرون از خانه، خ = داخل خانه. دست‌آورد: پ = پیروزی، ش = شکست، م = مساوی، ع = به تعویق افتاده.

### جام حذفی

#### دست‌آوردها در خانه و بیرون
| مجموع | مجموع  | مجموع | مجموع | مجموع | مجموع | مجموع | مجموع | خانه | خانه | خانه | خانه | خانه | خانه | مهمان | مهمان | مهمان | مهمان | مهمان | مهمان |
| بازی  | امتیاز | پ     | ت     | ش     | گ‌ز    | گ‌خ    | ت‌گ    | پ    | ت    | ش    | گ‌ز   | گ‌خ   | ت‌گ   | پ     | ت     | ش     | گ‌ز    | گ‌خ    | ت‌گ    |
| ----- | ------ | ----- | ----- | ----- | ----- | ----- | ----- | ---- | ---- | ---- | ---- | ---- | ---- | ----- | ----- | ----- | ----- | ----- | ----- |
| ۳     | ۷      | ۲     | ۱     | ۰     | ۵     | ۳     | ۲+    | ۰    | ۱    | ۰    | ۱    | ۱    | ۰    | ۲     | ۰     | ۰     | ۴     | ۲     | ۲+    |

آخرین بروزرسانی: ۱۱ ژانویه ۲۰۱۹سازمان لیگ

منبع: 

پ = پیروزی؛ ت = تساوی؛ ش = شکست؛ گ‌ز = گل زده؛ گ‌خ = گل خورده؛ ت‌گ = تفاضل گل